# No Mercy (Daddy Yankee)
No Mercy è l'album di debutto del rapper di reggaeton portoricano Daddy Yankee. L'artista, conosciuto all'epoca come "Winchester 30-30" o "Winchester Yankee", realizzò il suo primo lavoro coadiuvato dai produttori DJ Playero, pioniere del genere, e Nico Canada. Dopo il discreto successo dell'album ottenuto all'interno dell'ambiente del reggaeton, al tempo ancora nuovo, molti altri produttori e artisti iniziarono a collaborare con lui e l'artista assunse il nome d'arte odierno di Daddy Yankee.

## Tracce
1. Prelude Opus Yankee – 2:25 (testo: Daddy Yankee – musica: DJ Playero, Nico Canada)
2. Run Come Follow Me – 4:23 (testo: Daddy Yankee – musica: DJ Playero)
3. Chica Interesada – 4:03 (testo: Daddy Yankee – musica: DJ Playero)
4. They Cry – 4:20 (testo: Daddy Yankee – musica: DJ Playero)
5. Busca Una Yale – 3:42 (testo: Daddy Yankee – musica: DJ Playero)
6. Oh My God! – 4:34 (testo: Daddy Yankee – musica: DJ Playero, Nico Canada)
7. Dan De Dan – 3:44 (testo: Daddy Yankee – musica: DJ Playero, Nico Canada)
8. La Soledad (feat. Angel & Mariam) – 4:38 (testo: Daddy Yankee – musica: DJ Playero, Nico Canada)
9. Conserva Tu Figura (feat. Yaviah & Gummy Man) – 5:08 (testo: Daddy Yankee – musica: DJ Playero, Nico Canada)
10. Shout Outs – 2:41 (testo: Daddy Yankee – musica: DJ Playero, Nico Canada)
11. Raza Unida – 6:53 (testo: Daddy Yankee – musica: DJ Playero)